# Thrinakia

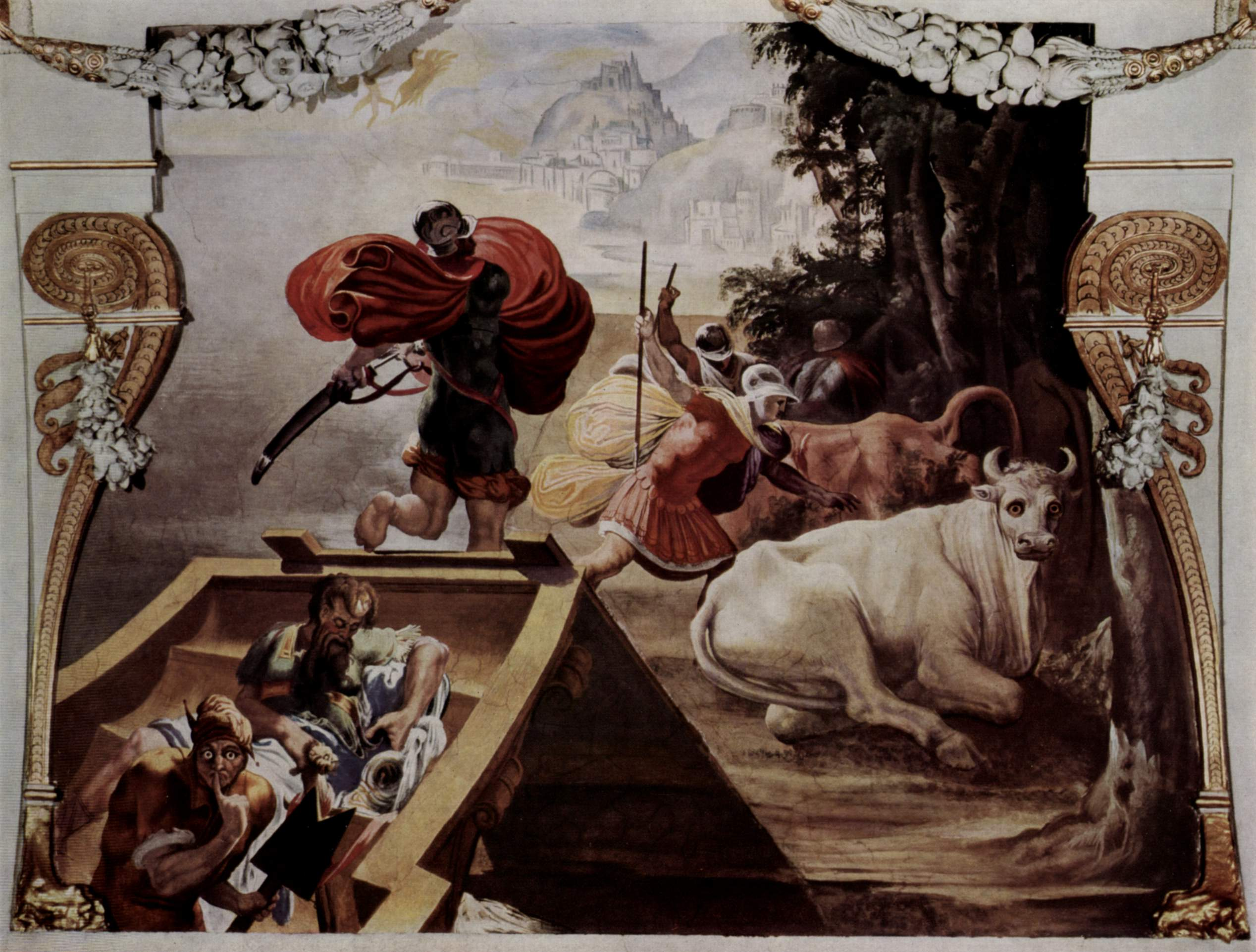
Gefährten des Odysseus rauben die Rinder des Helios (Gemälde in Freskotechnik, entstanden 1554–1556)

Thrinakia, auch Thrinakie (altgriechisch Θρινακίη Thrinakíē, deutsch ‚Dreizack‘) ist der Name einer Insel aus der griechischen Mythologie. Sie war gemäß Homers Odyssee Eigentum des Sonnengottes Helios und eine der Stationen des Odysseus auf seinen Irrfahrten.

## Mythos

### Thrinakia in der Odyssee
Homer schildert die Ereignisse auf Thrinakia ausführlich im 12. Gesang der Odyssee: Schon kurz nach Durchfahren der Meerenge, an der Skylla und Charybdis hausten, und noch am gleichen Tag, an dem sie von Kirkes Insel Aiaia aufgebrochen waren, gelangten Odysseus und seine Gefährten in Sichtweite der Heliosinsel. Dort hüteten zwei Töchter des Sonnengottes, Phaetusa und Lampetia, jeweils sieben Rinder- und Schafherden ihres Vaters, jede Herde bestehend aus 50 Tieren.
Bereits der Seher Teiresias hatte Odysseus in der Unterwelt geweissagt, dass er an Thrinakia vorbeikäme und eindringlich davor gewarnt, die Rinder und Schafe des Helios zu rauben. Ließe man die Tiere unangetastet, gelänge Odysseus und seinen Gefährten die Heimfahrt nach Ithaka. Schlachte man Tiere, fänden alle Gefährten den Tod und Odysseus müsse noch viele Leiden erdulden, bis er auf einem fremden Schiff alleine nach Ithaka zurückkehren werde. Auch Kirke hatte Odysseus, als sie ihm den Heimweg beschrieb, eindringlich gemahnt, den Tieren nichts anzutun.
Aufgrund dieser Weissagungen wollte Odysseus auf der Insel nicht anlegen, damit seine Gefährten gar nicht erst in Versuchung geraten könnten, die heiligen Tiere des Helios zu rauben. Seine Gefährten und deren Wortführer Eurylochos überredeten ihn jedoch, dort zu übernachten, bevor man weiter auf das offene Meer fahre. Sie legten einen Eid ab, sich nur von den Vorräten auf dem Schiff, die ihnen Kirke mitgegeben hatte, zu ernähren und die Rinder und Schafe des Helios nicht anzutasten. Im Laufe der Nacht zog jedoch ein Sturm auf, der es Odysseus und seinen Gefährten unmöglich machte, am nächsten Tag in See zu stechen. Sie zogen das Schiff in eine Grotte unweit des Strands und hofften auf günstige Winde. Doch auch in den nächsten 30 Tagen bliesen unablässig stürmische Winde aus Süd und Ost, die eine Weiterfahrt unmöglich machten. Als die Nahrungsvorräte verbraucht waren, versuchten die Gefährten zunächst, Fische und Vögel zu fangen, doch wurde ihr Hunger immer größer. Nachdem Odysseus sich an eine entfernte Stelle der Insel zurückgezogen hatte, um die Götter um günstige Winde anzuflehen, schlief er ein. Währenddessen überredete Eurylochos die übrigen Gefährten, einige Rinder zu schlachten, da der Hungertod der jämmerlichste Tod sei und es immer noch besser sei – falls das prophezeite Schicksal sich erfülle – mit vollem Magen auf hoher See zu sterben, als zu verhungern. Man gelobte, bei glücklicher Heimkehr dem Helios als Wiedergutmachung einen großen Tempel zu errichten. Nachdem Odysseus erwachte und zu seinen Gefährten zurückkehrte, waren bereits einige Rinder geschlachtet. Er beschimpfte seine Gefährten heftig und war verzweifelt, da sich deren Taten nicht mehr rückgängig machen ließen.
Am nächsten Morgen hatten sich die Stürme endlich gelegt und man stach in See. Helios hatte inzwischen die Schlachtung seiner Rinder bemerkt und forderte von Zeus, unter Androhung, die Sonne nicht mehr aufgehen zu lassen, Vergeltung. Als das Schiff auf hoher See, fern jeder Küste, war, ließ Zeus ein Unwetter aufkommen und zerschmetterte mit einem Blitz das Schiff. Alle Gefährten des Odysseus fanden den Tod. Odysseus konnte sich auf den Kiel seines Schiffs retten, entging mit knapper Not Skylla und Charybdis, zu deren Meerenge ihn die Strömung zunächst zurücktrieb, und wurde nach neun Tagen schließlich an einen Strand der Kalypso-Insel Ogygia gespült. An anderer Stelle der Odyssee behauptet Odysseus, seine wahre Identität noch verbergend, gegenüber Penelope jedoch, Odysseus sei nach dem Schiffbruch direkt an die Küste Scherias, des Landes der Phaiaken gelangt.

### Thrinakia in der Argonautika
In der Argonautika des Apollonios von Rhodos passieren die Argonauten Thrinakia, nachdem sie unversehrt durch die Plankten gelangten. Dabei wird recht ausführlich beschrieben, wie Phaetusa und Lampetia die Herden des Helios hüten. Die Argonauten gehen jedoch nicht an Land, sondern beobachten die Hirtinnen. Diese „pastorale Szenerie… verbessert die Stimmung [der Argonauten] offenbar noch“, die glücklich sind, die lebensgefährliche Fahrt durch die Plankten überstanden zu haben.

## Lokalisierungsversuche
Obwohl bereits Eratosthenes im 3. Jahrhundert v. Chr. zumindest die meisten Schauplätze der Irrfahrten des Odysseus für fiktiv hielt, und die moderne altphilologische sowie althistorische Forschung Lokalisierungsversuchen der Stationen des Odysseus mehrheitlich zumindest skeptisch gegenübersteht , wurde seit der Antike immer wieder versucht, Stationen des Odysseus, u. a. auch Thrinakia, mit einem realen Ort zu verbinden.

### Antike Autoren
Thukydides schrieb um 400 v. Chr., dass Sizilien einst „Trinakria“ („Dreikap“ bzw. „die Dreieckige“) geheißen habe, was als Ableitung aus Homers Thrinakia angesehen wurde. Seitdem wurde die Gleichsetzung (Thrinakia = Trinakria = alter Name Siziliens) von vielen späteren Autoren, insbesondere römischen, übernommen, obwohl die Bezeichnung Trinakria für Sizilien kaum benutzt wurde und sich etymologisch kaum von Thrinakia ableiten lassen kann. Präziser lokalisierten einige Autoren, darunter Appian, die Insel auf der Halbinsel Mylae (heute die Halbinsel von Milazzo) an einer Kleinstadt Artemision, deren genaue Lage unbekannt ist.

### Neuzeitliche Lokalisierungsversuche
Auch eine Reihe neuzeitlicher Forscher identifiziert die Insel mit Sizilien bzw. mit Orten an dessen Ostküste, so u. a. Victor Bérard und Ernle Bradford (jeweils bei Taormina bzw. in der Bucht von Taormina), Armin Wolf (Halbinsel Zancle, heute Teil von Messina und Teil des antiken Zankle). Gegen eine Gleichsetzung mit Sizilien wandte sich jedoch bereits 1830 Karl Heinrich Wilhelm Völcker, u. a. weil Homer Thrinakia als einsame Insel (νήσος ερήμη nḗsos erḗmē) bezeichnet, auf der keine Menschen wohnen, was genauso wenig auf Sizilien zuträfe wie die Kargheit des Bodens, wegen derer Odysseus’ Gefährten Vögel und Fische jagten.
Die Lokalisierungen der Insel an der Ostküste Siziliens basieren in der Regel auf der Gleichsetzung der Straße von Messina mit der Meerenge, an der Skylla und Charybdis gehaust haben sollen, verorten also diese Stationen (und die Kirkeinsel Aiaia) westlich von Griechenland. Eine Reihe Angaben Homers sprechen dafür, dass der Dichter Thrinakia – wie den ganzen Komplex Aiaia, Insel der Sirenen, Skylla und Charybdis, Plankten und Thrinakia – weit im Osten ansiedelte. Darauf weisen schon die Namen der Heliostöchter hin sowie bezüglich Aiaia die Aussage, die Insel befände sich in der Nähe von Haus und Reigenplätzen der Eos, wo der tägliche Aufgang des Helios beginne. Daher wurde Thrinakia auch in der Schwarzmeerregion vermutet, u. a. schon von Karl Ernst von Baer, der allerdings voraussetzte, dass die Griechen in homerischer Zeit eine Seeverbindung zwischen nördlicher Adria und Schwarzem Meer annahmen, was kritisiert wurde.